# La mano che nutre la morte
Pour plus de détails, voir Fiche technique et Distribution.
La mano che nutre la morte est un film d'épouvante fantastique turco-italien réalisé par Sergio Garrone et Yılmaz Duru (tr) et sorti en 1974.

## Synopsis
Le baron Ivan Rassimov, brillant médecin, est mort atrocement lors d'une explosion dans son laboratoire. Depuis ce jour, sa fille Tanja s'est retirée dans la solitude, couvrant son visage défiguré d'un voile sombre. Le professeur Nijinski, ancien élève de Rassimov, a épousé Tanja et tente de lui rendre sa beauté perdue par une série de greffes de peau. Pour atteindre son objectif, le professeur Nijinski a besoin de jeunes et belles victimes pour ses expériences de transplantation.

## Fiche technique
- Titre original italien  : La mano che nutre la morte[1]
- Titre turc : Ölümün Nefesi[2]
- Réalisateur : Sergio Garrone, Yılmaz Duru (tr)
- Scénario : Sergio Garrone
- Photographie : Emore Galeassi
- Montage : Cesare Bianchini
- Musique : Stefano Liberati, Elio Maestosi
- Effets spéciaux : Carlo Rambaldi
- Décors et costumes : Amedeo Mellone
- Maquillage : Maria Arié, Ivana Bernardi
- Production : Amedeo Mellone, Claudio Sinibaldi
- Société de production : Cinequipe
- Pays de production :  Italie -  Turquie
- Langue originale : italien
- Format : Couleur - 1,66:1 - Son mono - 35 mm
- Durée : 87 minutes
- Genre : Film d'épouvante fantastique
- Dates de sortie :
  - Italie : 29 avril 1974
  - Turquie : 1986[2]

## Distribution
- Klaus Kinski : Prof. Nijinski
- Katia Christine : Masha / Tanja Nijinski
- Marzia Damon : Katja Olenov
- Carmen Silva : Sonia Sonia
- Ayhan Işık (tr) : Alex
- Erol Tas : Vania, l'assistante du professeur Nijinski
- Alessandro Perrella : Feodor
- Osiride Peverello : l'aubergiste
- Stella Calderoni
- Romano De Gironcoli
- Carla Mancini
- Luigi Bevilacqua
- Bruno Arié
- Amedeo Timpani
- Pasquale Toscano

## Production
Après avoir réalisé le film de guerre Ici Londres… la colombe ne doit pas voler (1970), le réalisateur Sergio Garrone commence à travailler sur un film d'épouvante. Après avoir contacté le distributeur italien Sabatini, il est présenté au producteur turc Şakir V. Sözen, basé à Rome. Sözen avait déjà produit le film policier L'Ordre et la Violence (1972) de Frank Agrama et a offert le lieu de tournage d'une grande villa et a proposé de faire jouer l'acteur turc Ayhan Işık (tr) qui avait joué dans L'Ordre et la Violence. Selon Garrone, Sözen a suggéré qu'au lieu de faire un film en six semaines, ils devraient en faire deux en huit semaines, ce qui a conduit à la production conjointe de Le amanti del mostro et La mano che nutre la morte,. Les deux films partagent les lieux de tournage, la plupart des acteurs (sauf Carmen Silva qui n'apparaît que dans ce film) et même certaines scènes.
L'histoire est en partie inspirée du film de Georges Franju Les Yeux sans visage. Le film a été tourné à Istanbul et dans les studios Elios à Rome. Les effets spéciaux des scènes chirurgicales du film ont été réalisés par Carlo Rambaldi.

## Exploitation
La mano che nutre la morte est sorti en Italie le 29 avril 1974. La version turque du film n'est sortie qu'en 1986 après que Yılmaz Duru (tr) a acheté les négatifs à Sözen et l'a sorti sous le titre Ölümün Nefesi (litt. « Le souffle de la mort »). La version turque a été présentée au Festival du film d'Ankara (tr) en 2001. Ölümün Nefesi est sorti en vidéo pour les marchés turc et allemand et a été diffusé à la télévision turque.